# Bikamerale Psyche
Die bikamerale Psyche ist in der Psychologie eine hypothetische Vorstufe des menschlichen Bewusstseins, die 1976 von Julian Jaynes in seinem Werk The Origin of Consciousness in the Breakdown of the Bicameral Mind postuliert wird. Er unternimmt darin den Versuch, Ursprung und Entwicklung des menschlichen Bewusstseins im Verlauf der Menschheitsgeschichte anhand einer zentralen, im Titel angezeigten These zu rekonstruieren: Die Entstehung des Bewusstseins aus einer Struktur, deren Spuren er dabei u. a. bei Homer und im Alten Testament, aber auch in Phänomenen wie Hypnose oder Schizophrenie findet.
Die Hauptthese von Julian Jaynes, die er selbst preposterous („absonderlich“) nennt, besagt: Bewusstsein hat sich in historisch nachweisbarem Ausmaß erst in dem Jahrtausend vor der klassisch-griechischen Hochkultur entwickelt, etwa zwischen 1300 und 700 v. Chr. Die Menschen vor dieser Zeit hatten kein Bewusstsein, das heißt im Sinne Jaynes’ kein autonomes, exekutives Selbst.

## Bewusstsein vs. Reaktionsvermögen
Entsprechend der Eigenheit von Jaynes’ Bewusstseinsbegriff sowie der Tatsache, dass er diesen Begriff in einem speziellen, recht engen Sinne (als Selbstbewusstsein) verwendet und ihn von seinen Lesern so verstanden wissen will, behandelt ein großer Teil seines Buches die Frage, was Bewusstsein gemäß dieser Auffassung alles nicht ist. 
Jaynes glaubt zeigen zu können, dass Bewusstsein entgegen der traditionellen Auffassung
- kein Abbild unseres Erlebens („Speichertheorie“),
- nicht Voraussetzung für Lernfähigkeit
- und nicht Grundlage für Begriffsbildung, Denken und  Vernunfttätigkeit ist.

Tatsächlich verdanken sich letztere Fähigkeiten dem, was Jaynes das Reaktionsvermögen nennt: der naturwissenschaftlich (neurophysiologisch und durch Verhaltensforschung) nachweisbaren Grundkompetenz des organischen Lebens zu Lern- und Gedächtnisleistungen.
Um zu erläutern, warum das Bewusstsein die Illusion umfassender Erkenntnis produziert, benutzt Jaynes das Bild der Taschenlampe, die in einem dunklen Raum nach einem Gegenstand sucht. Überall, wohin die Taschenlampe gerichtet ist, ist es hell, daher kann sie kein Objekt im nicht erleuchteten Raum identifizieren. Weil wir kein Bewusstsein davon haben, wovon wir kein Bewusstsein haben, sagt Jaynes, entsteht der Fehlschluss vollständiger Erschließung der Welt. Dies gelte insbesondere für die Selbsterfassung des Seelenlebens des bewussten Individuums sowie der Vorstellung von Kontinuität und Identität des Selbst.
Im praktischen, alltäglichen Verhalten und Funktionieren des Individuums spiele das Bewusstsein eine Nebenrolle; tatsächlich erweise es sich eher als Störquelle einmal eingeübten und den Routinen des Nicht-Bewussten überlassenen Tuns. Ein Pianist etwa würde völlig aus dem Konzept geraten beim Versuch, die erlernten, komplexen Bewegungsabläufe seines Spiels der Kontrolle des Bewusstseins zu unterstellen (die allerdings beim Erlernen des Klavierspiels ursprünglich notwendig gewesen ist). Dass Bewusstsein jedoch in Krisensituationen der Störung ansonsten quasi-automatisch gelingender Funktionen auf den Plan tritt, zeige die allgemeine Erfahrung; das Zuschalten einer selbstreflexiven Instanz verewigt dann typischerweise das Scheitern der ursprünglichen Intention, sofern das Bewusstsein sich in dem Versuch erschöpft, durch Kontrolle das Aussetzen zu kompensieren: Jaynes verweist auf den Tennisspieler, der nach dem ersten misslungenen Aufschlag prompt nur noch Doppelfehler produziert; anders der Tänzer Vaslav Nijinsky, der nicht versucht habe, seine Bewegungen zu kontrollieren, sondern sich selbst aus der Zuschauerloge beim Tanz zugesehen habe: „Er war sich also nicht jeder einzelnen seiner Bewegungen bewußt, sondern des Bildes, das er für die anderen abgab.“
Die Speichertheorie des Bewusstseins, die davon ausgeht, dass Bewusstsein wie eine Kamera Erlebnisse unmittelbar abbildet, erweist sich dabei als ebenso fragwürdig und fehlerhaft. Jaynes empfiehlt, sich vorzustellen, wie man das letzte Mal in einem See geschwommen ist; er weist darauf hin, dass die meisten Menschen sich dann wie Nijinsky von außen betrachten und nicht aus der ursprünglich erlebten Perspektive. Das Bewusstsein kopiert hier nicht das Erlebnis, sondern stellt es aus anderer, erweiterter Perspektive dar, die zudem, so Jaynes, durch die Einbildungskraft ebenso plausibilisiert wie verfälscht wird: „Sie werden die Dinge nicht mehr so sehen, hören, empfinden, wie Sie sie ursprünglich erlebt haben, sondern sich mehr oder weniger wie eine fremde Person in einer Szene auftreten sehen. Bei der erinnernden Rückschau ist also eine gehörige Portion Erfindung mit im Spiel: Man sieht sich so, wie andere einen sehen. Die Erinnerung ist das Medium des »So muß es gewesen sein«.“
Durch die Kritik des naiven Bewusstseinsbegriffs sucht Jaynes ein Vorverständnis für seine irritierende These, dass auch Zivilisationen entstehen konnten, ohne dass die Menschen dabei „Bewusstsein“ gehabt haben müssten, zu etablieren. Ausgangspunkt seiner Überlegungen sei die Vorstellung, „daß zu irgendeiner Zeit einmal Menschen gelebt haben, die sprachen, urteilten, Schlüsse zogen und Probleme lösten, ja die so gut wie alles, was wir tun, zu tun vermochten, die aber nicht das geringste Bewusstsein besaßen“.

## Die Eigenschaften des Bewusstseins
Jaynes glaubte, dass die Grundlage dieses Bewusstseins die Sprache ist und genauer gesagt die Fähigkeit, diese Sprache durch Metaphern wachsen zu lassen. Eine neue Metapher kann nicht nur subjektiv den Gegenstand, der damit beleuchtet wird, erhellen, sondern sogar neue Konzepte schaffen. Jaynes nennt in Analogie zur Mathematik den Gegenstand, über den etwas gesagt wird, Metaphorand und den Ausdruck, der die Sprache erweitert, Metaphorator. Die Assoziationen, die der Metaphorator mit sich bringt, nennt er Paraphoratoren, die ihrerseits zu neuen Konzepten, den Paraphoranden, führen. Die räumliche Qualität der Außenwelt wird als Ergebnis der Sprache, die sie beschreibt, durch ständige Wiederholung zu einem Geistesraum („mind-space“), der die erste grundlegende Eigenschaft des Bewusstseins darstellt. Die zweite Eigenschaft ist das analoge Ich (in dem Jaynes einen Verwandten von Kants transzendentalem Ich sieht), das entsteht, um das mentale Sehen im Geistesraum zu übernehmen. Dieses analoge Ich ist nicht zu verwechseln mit dem „Selbst“, das erst später entsteht. Es ist ohne Inhalt. 
Weitere Eigenschaften des Bewusstseins sind unter anderem die Fähigkeit der Narratisation (analoge Simulation von tatsächlichem Verhalten), Konzentration (die analoge Entsprechung von wahrnehmender Aufmerksamkeit) und Consilience (die analoge Entsprechung von wahrnehmender Assimilation).
Für sehr viele Phänomene des tierischen (oder vorbewussten) Lebens existieren nach Jaynes also analoge Entsprechungen. Das Bewusstsein nimmt darum in gewissem Sinne Verdoppelungen von Zuständen vor, aus Scham wird Schuld, aus Furcht Angst, aus Wut Hass. Aber auch äußere Phänomene wie der Schmerz haben ihre analoge Entsprechung. Nur bewusste Menschen können neben dem sensitiven Schmerz auch bewussten Schmerz haben, was zum Beispiel Placebo-Wirkungen und Phantomschmerz erklärt.

## Die bikamerale Psyche
Das Entstehen des Bewusstseins geht nach Jaynes mit dem Zusammenbruch des von ihm so genannten „bikameralen Geistes“ einher. Die Menschen in der vorhomerischen Zeit hatten, und das ist die zweite Hauptthese von Jaynes, einen „Zwei-Kammer-Geist“, einen ausführenden und einen befehlenden, beide nicht-bewusst. In Krisenzeiten, wenn eine Situation eine Entscheidung erforderte, halluzinierte der ausführende Geist die Stimme von Göttern, die ihm sagte, was zu tun sei.
Die Entstehung der bikameralen Zivilisation setzt Jaynes in die Zeit der Entstehung der ersten Städte, um das Jahr 9000 v. Chr. Zivilisation sei die „Kunst in Städten zu leben, in denen nicht jeder jeden kennt“. Für das Funktionieren dieser Gesellschaften seien die halluzinierten Stimmen von Königen oder auch Göttern notwendig gewesen.
Der umfangreichste Teil des Buches versucht, historische Belege für diese zweite These zu liefern. Jaynes verweist hierzu auf eine Reihe von Zivilisationskrisen in der Geschichte der Menschheit, die seiner Ansicht nach jeweils durch das Verschwinden der Götter verschärft oder sogar hervorgerufen wurden und angesichts derer die Menschen gezwungen waren, ein Bewusstsein zu entwickeln. Dies könne, so Jaynes, auch durch das Aufkommen der Schrift als einer Form fixierter Sprache und der damit einhergehenden, neuen Möglichkeit des Festhaltens zuvor nur gehörter Gebote und Weisungen (nun in Form von Gesetzen) begünstigt worden sein, denen sich ein Individuum, anders als den bis dahin gewohnten, unmittelbaren, akustisch-halluzinatorischen Eingebungen, nun erstmals von sich aus stellen, aber eben auch entziehen konnte.
Das Bewusstsein hat evolutionstheoretisch gesehen Vorteile. Die Fähigkeit der Narratisation etwa bedeutet, dass Rachegelüste nur in der bewussten Vorstellung ausgelebt werden oder auf später verschoben werden können, wenn die Umstände günstiger sind. Das Bewusstsein ist aber kein Entwicklungsschritt der Evolution, sondern eine kulturelle Leistung. Ein heutiges Kind, das in Ägypten vor 3000 Jahren aufwüchse, würde einen bikameralen Geist entwickeln und umgekehrt ein vor 3000 Jahren geborenes Kind, das heute aufwüchse, einen bewussten Geist. 
Die bikamerale Psyche kann bei einem Phantasma nicht zwischen von außen kommender Eingebung und von innen heraus erzeugter Vorstellung unterscheiden. 

## Konsequenzen
Ohne die Fähigkeit zu eigenen und eigenständigen Überlegungen und Reflexionen, insbesondere auf sich selbst, sollen Menschen mit einer bikameralen Geistesstruktur auch innere Erlebnisse, wie etwa Spontanerinnerungen oder Einfälle, so erlebt haben, wie wir Erlebnisse in der Außenwelt um uns herum erleben; genauso getrennt oder fremd und vor allem, wie Jaynes unterstellt, ebenso deutlich und klar wie diese. Akustische Erinnerungen oder Einfälle wären danach beispielsweise wie halluzinatorisch klare „innere Stimmen“ wahrgenommen worden, die in etwa kommentierend oder befehlend erlebt worden sein könnten. 
Auch für das Reagieren und Verhalten von Menschen auf dieser vorreflexiven Entwicklungsstufe ergeben sich nach Jaynes Konsequenzen: Ohne die Fähigkeit zu bewussten Überlegungen und Entscheidungen wäre ihnen nur ein spontanes Reagieren auf der Grundlage angeborener, präformierter Reflexe oder durch Prägungslernen möglich gewesen, beispielsweise ein emotionales Ergriffen- und Beeindrucktsein von derartigen Stimmen und gleichsam automatenhaftes Reagieren auf sie, denkbar etwa als Erinnerung an eine Anleitung oder Aufforderung von anderen, insbesondere von Respektpersonen oder deren spätere Überhöhung zu verehrten Ahnen, Übermenschen oder Göttern, die wie von außen zu sprechen schienen.
Jaynes nimmt Überlieferungen derartigen Verhaltens in der Ilias von Homer, aber auch an Stellen des Alten Testaments und in zahlreichen anderen literarischen Zeugnissen ernst und versteht sie nicht als dichterische Fiktion oder metaphorische Redeweisen:
„Handlungen werden nicht von bewussten Planungen, Überlegungen oder Motiven in Gang gebracht, sondern durch das Reden der Götter initiiert. Seinen Nebenmenschen erscheint der Mensch als Verursacher seines eigenen Handelns. Nicht so sich selber. Als Achilleus gegen Ende des Trojanischen Krieges dem Agamemnon vorhält, wie dieser ihm seinerzeit die schöne Beutegefangene raubte, da erklärt der König der Mannen, Gebieter des Volkes: ‚Nicht ich habe die Handlung verursacht, sondern Zeus (…). Es tut ja alles die Göttin.‘ Und dass dies nicht eine hastig improvisierte Ausrede des Agamemnon ist, mit der er die Verantwortung von sich abzuwälzen gedenkt, erhellt aus dem Umstand, dass Achill sich mit dieser Erklärung voll und ganz zufriedengibt – denn auch Achill gehorcht seinen Göttern. Wenn Gräzisten in ihren Kommentaren zu der zitierten Textstelle anmerken, Agamemnons Verhalten grenze hier an ‚Selbstentfremdung‘, so liegen sie damit weit, weit ab vom Schuss. Denn die Frage ist doch: Wie war es mit der Psychologie der homerischen Helden in der Ilias bestellt? Und ich sage: Die Helden der Ilias hatten überhaupt kein Selbst.“